# Zamarada consummata
Zamarada consummata är en fjärilsart som beskrevs av Fletcher 1974. Zamarada consummata ingår i släktet Zamarada och familjen mätare. Inga underarter finns listade i Catalogue of Life.